# Obertal (Gemeinde Schwarzenbach)
Obertal ist ein Ortsteil der Gemeinde Schwarzenbach an der Pielach in Niederösterreich. Bis 4. Jänner 2023 war Obertal eine eigene Ortschaft.

## Geografie
Der Ort befindet sich südwestlich von Schwarzenbach im Tal des Schwarzenbaches, einem linken Zufluss der Pielach und besteht nur aus wenigen Gebäuden.